# Quim Monzó
Quim Monzó (Barcelona, 24 de março de 1952) é um  romancista e contista espanhol em língua catalã.

## Biografia
Começou a publicar reportagens a princípios dos anos 70. Sua primeira novela apareceu em 1976. Passou o ano de 1982 em Nova Iorque com uma bolsa de estudos. Publicou um bom número de novelas, contos e coletâneas de artigos, foi traduzido a mais de vinte idiomas e há gado diversos prêmios literários. Suas colaborações na rádio e na televisão catalãs desde os anos 80 contribuíram para fazê-lo um dos autores catalães mais populares. A princípios dos anos 70 escreveu reportagens sobre o Vietname (o Vietnã), o Camboja, a Irlanda do Norte e a África do Índico no jornal Tele/eXprés. Colaborou em diversos diários, e atualmente publica a cada dia uma coluna no diário La Vanguardia. Em 2007 escreveu e leu o discurso inaugural da Feira do Livro de Frankfurt, ano no qual a cultura catalã foi a convidada. Monzó desenhou um aplaudido escrito em forma de conto que diferia totalmente dos discursos tradicionais. De dezembro de 2009 a abril de 2010 teve lugar na sala Arts Santa Mònica de Barcelona uma grande exposição retrospectiva sobre sua vida e sua obra, que levava por título Monzó.
Como Vladimir Nabokov, Monzó possui uma técnica impecável que o permite jogar desesperadamente com as palavras, além de ter essa ponta de dor que trespassa a máscara das suas brincadeiras mais brilhantes.— Le Monde, Paris